# Le Franc
Ne doit pas être confondu avec Louis Le Franc.
Pour les articles homonymes, voir Franc.
Pour plus de détails, voir Fiche technique et Distribution.
Le Franc est un moyen-métrage du réalisateur sénégalais Djibril Diop Mambety. Il est présenté en août 1994 en première mondiale au festival de Locarno. Il est le premier volet d'une trilogie intitulée Histoires de petites gens.
Le film suit le musicien Marigo qui rêve de son instrument, un congoma, que lui a confisqué sa logeuse car il lui doit six mois de loyer. Un ami lui confie un billet de la loterie nationale, qu'il décide de mettre en sécurité en attendant le tirage : il le colle sur sa porte et le recouvre de l'affiche d'un héros de son enfance. C'est le numéro gagnant mais pour retirer l'argent, il faudrait décoller le billet.

## Synopsis
Aux sons du saxophone jazzy d'Issa Cissoko où s'entremêle la voix du muezzin, le générique alterne des vues plongeantes sur la mer et sur Dakar. La caméra pénètre via un grand baobab dans une cour où s'activent des femmes et où passe un petit. Un aréopage d'enfants prie dans une école coranique en plein air. Marigo dort malgré le bruit mais est réveillé par les cris de sa logeuse qui réclame son loyer sans succès. Elle feint de s'éloigner et lui verse un seau d'eau lorsqu'il croit la voie libre pour l'éviter. Un peu plus loin dans la Médina, Marigo chante et joue du congoma pour un groupe d'enfants. Il franchit seul un espace désertique et des champs de détritus colorés pour parvenir à la gare au centre-ville.
Le nain Langouste y vend des billets de loterie dans un cagibi marqué PMU. Marigo remarque qu'un client laisse échapper un billet de 1000 Francs CFA et feint de tomber pour s'en emparer mais le nain le serre à la gorge pour le récupérer. Langouste lui propose ensuite d'aller au restaurant pour lui dire « comment on partage ». Marigo le prend sur ses épaules et ils se rendent au marché. Le nain le conduit à un stand en guise de restaurant : il lui apprend qu'il y a dévaluation et qu'il faut « consommer africain ». Marigo se plaint de sa logeuse qui lui a confisqué le congoma. Le nain lui confie le billet de loterie nationale numéro 555 qui devrait gagner. Marigo le cache dans son chapeau.
Une fois rentré chez lui, Marigo colle le billet sur sa porte et le cache avec une affiche de Yadikoone Ndiaye, défenseur des pauvres qu'il vénère, puis prend le chemin de la mosquée à l'appel du muezzin et ère dans les rues et le marché tandis qu'alors que le saxophone a repris le dessus, la radio annonce que le 555 est bien le numéro gagnant du gros lot de la loterie. La logeuse, interprétée par la chanteuse de blues Aminata Fall, chante dans sa cour une version ouolof mêlée à de l'anglais de In the morning en s'accompagnant du congoma et en riant. Voyant Marigo se saisir de sa porte et le croyant fou, elle lui propose de reprendre son congoma, mais il a fort à faire pour porter la porte à travers les ruelles de la Médina puis à travers les champs de détritus.
Arrivé à la gare routière, il tente de prendre un car rapide avec sa porte et se retrouve finalement sur le toit. Dans le car, où le nain a pris place, un homme joue de la guitare et chante une litanie sarcastique résumant la situation au Sénégal après la dévaluation. Marigo rêve qu'il règle la circulation avec son congoma devant la gare et le marché Kermel ravagé par l'incendie de 1994. Il se rend finalement au bureau du PMU mais l'employée doit vérifier le numéro inscrit au dos et lui demande de décoller le billet de la porte.
Marigo traverse le marché Kermel dévasté, et, inspiré par Yadikoone, il se rend à la mer pour décoller le billet. Le soir, la mer est forte et il tombe à l'eau. Il se retrouve le billet sur le front dans une suite de chutes surréalistes.

## Fiche technique
- Scénario et réalisation : Djibril Diop Mambety
- Production : Waka films AG Suisse, Cephéide productions France, Maag Daan Sénégal
- Productrice déléguée et exécutive : Silvia Voser
- Image : Stephan Oriach
- Assistant opérateur : Makhete Diallo
- Son : Alioune M’Bow
- Chef électricien /machiniste : Arona Camara
- Montage : Sarah Taouss Matton
- Mixeur : Massimo Pellegrini
- Pellicule : Kodak Suisse
- Laboratoire restauration : Eclair France
- Laboratoire : Telcipro France
- Matériel : Megarent Suisse
- Montage et mixage : Pic Film Suisse
- Musique : Robert Fonseca, Billy Congoma, Issa Cissoko, Aminata Fall
- Costumes : Oumou Sy
- Format 35 mm (1 :1,85), 45’, couleur
- Langue : wolof sous-titré français

## Distribution
- Dieye Ma Dieye : Marigo
- Aminata Fall : la logeuse
- Demba Bâ : le vendeur de billets de loterie

## Production
La productrice du film, Silvia Voser, indique que « faire un film avec Djibril était autre chose que de chercher des financements et de "faire le film". Djibril nous mettait au défi ; il y avait une dimension d'imprévu, de la surprise et de la découverte, qui nous ramenait toujours à l'essentiel de l'humain autour d'une idée, autour d'images et de sons. Je pense que ça s'appelle la créativité ! »
Essoufflé par la longue bataille de la production et de la réalisation de Hyènes, Djibril Diop Mambety veut revenir à des sujets plus modestes et un format plus gérable. Il reprend un vieux projet de conter des « histoires de petites gens », à tourner à Ouagadougou pour profiter de moyens techniques accessibles. Son projet initial, publié par Michel Amarger dans sa biographie du réalisateur, est d'une écriture elliptique et poétique, et prévoyait seulement une trentaine de minutes, avec une fin à Dakar pour les scènes de bord de mer. Il tournera finalement entièrement Le Franc à Dakar « pour rendre plus infernal le Golgotha du troubadour Marigo ». Il y est finalement sauvé par des pêcheurs, la moitié de son billet gagnant collé au front. Il retrouve le nain Langouste qui avait partagé le billet avec lui mais ce n'était qu'un rêve et celui-ci s'éloigne.
Le film est finalement une réaction à chaud sur la dévaluation du Franc CFA de 50 % qui touche le Sénégal le 12 janvier 1994. Dans ce contexte, les jeux de hasard sont pour les « petites gens » un moyen de survie. La loterie et les jeux du PMU français - dont les gains sont payés en francs français - détrônent les jeux de carte de Touki bouki.
Sensible à l'injustice, Yadikoone Ndiaye (1918-1984), de son vrai nom Babacar Ndiaye, est qualifié de « notre Robin des bois » par Marigo dans le film lorsqu'il discute avec l'employée de la Loterie nationale : il donne aux enfants ce qu'il prend chez les gens. Il défonce les portes d'un cinéma pour que les enfants y entrent sans payer. Arrêté trente-deux fois par la police coloniale, il s’évade autant de fois. Sa générosité envers les « petites gens » le rend célèbre et construit son mythe.

## Distinctions
- Avant première mondiale sur la Piazza Grande de Festival de Locarno en 1994
- Présenté au Forum international du Jeune cinéma et à la Berlinale en 1995
- Prix SACD au FIFF en 1994
- Tanit d'or du meilleur court métrage aux Journées cinématographiques de Carthage 1995
- Grand prix du meilleur court métrage au Fespaco de 1995
- Prix Agfa Festival del cinema africano di Milano
- Golden Gate Award du meilleur court métrage au festival de San Francisco
- Prix du ministère de la Coopération pour la meilleure production (1995).

## Musiques
D'après Mbye Cham, la musique dans Le Franc est « rédemptrice et résistante contre un matérialisme déshumanisant ». Djibril Diop Mambety fait en effet appel à une musique marginalisée (le goumbe) alors que les artistes souffrent de la dévaluation du Franc CFA.
Il retrouve dans ce film la chanteuse Aminata Fall, souvent désignée dans la presse comme « la Mahalia Jackson du Sénégal ». Elle avait joué Tante Oumi dans Touki Bouki (la mégère vociférante qui harcèle Mory et Anta). Lorsqu'elle confisque le congoma de Marigo (clavier à doigts monté sur une caisse de résonance rectangulaire), elle interprète elle-même sa propre musique et chante a cappella en mélangeant anglais, wolof et français :
Hey today everything seems alright / You gonna see what you gonna do / In the morning / Yea boy, Goddamit, it's my mess / You didn't think I'd do it (Aujourd'hui tout semble bien / Tu verras ce que tu vas faire / Le matin / Oui, mon gars, nom d'un chien, c'est mon bordel / Tu ne pensais que je l'aurais fait)
Mais plus tard, quand son blues accompagne Marigo sur son chemin, il se fait tendre :
In the morning / Come back to me, baby / O you know baby I love you  / I love you, baby / In the morning / Come back to me, baby
(Le matin/ Reviens à moi, mon chéri / Oh tu sais, chéri, je t'aime / Je t'aime, chéri / Le matin / Reviens à moi, mon chéri)
Madieye Masamba Dieye qui joue Marigo est lui-même un musicien de talent. C'est en fréquentant les bars de Dakar que Djibril Diop Mambety l'a repéré. Une amitié est née et « tous les soirs, ils trainaient ensemble dans les bars ». Lorsque Mambety lui a demandé de jouer le rôle principal, il ne pouvait refuser. C'est ainsi qu'il mettait en confiance les comédiens qu'il avait choisi.
Au générique final, le film est dédié à Robert Fonseca, musicien du Cap Vert dont on entend les mélodies blues morna, et à Billy Congoma, musicien mort peu de temps après l'achèvement de Hyènes, dans lequel il avait joué le leader des musiciens qui fréquentent le magasin tenu par Draman Drameh. Billy Congoma a rendu populaire le goumbe, un rythme fortement improvisé qui a ses racines au Cap Vert et en Guinée-Bissau mais est aussi construit sur du mbalax. On l'entend largement dans Hyènes en parallèle à la musique de Wasis Diop et il domine également dans Le Franc, lequel est également dédié « à tous les musiciens du monde ».
Alors que le film commence sur un solo de saxophone de jazz riff d'Issa Cissoko qui se mêle aux versets du Coran diffusés par les haut-parleurs de la mosquée, la séquence finale est sereine avec la morna de Roberto Fonseca avec pour fond les vagues qui s'étalent sur les rochers.

## Analyse
Les sons et la musique sont omniprésents dans le film et ne cessent de dévoiler les perceptions, les interrogations et les rêves de Marigo. Alors que le fait de gagner le gros lot le plonge dans une sorte de folie, lorsqu'il parvient à la mer et se vautre dans les flots, « le film entier se mobilise pour chanter et danser avec lui sa libération » , celle-ci étant de se détacher de la matérialité pour se mettre en résonance avec la logique des forces naturelles qui mettent le pouvoir de l'argent en question.
La musique est également dans le montage et le rythme du film : pour Pierre Eugène, le film tire sa force de « ce découpage musical, que l'on sent totalement instinctif et qui se soucie moins de relier ensemble ses petits éclats que de ventiler la vérité du réel par ses effets d'étrangeté ». Cette construction narrative est selon Thierno Ibrahima Dia « non linéaire, hachée, avec des inserts de rêve ».
Djibril Diop Mambety revient pour Anny Winchank avec cette comédie musicale à un style qui avait marqué ses deux premières œuvres Contras'City et Badou Boy - « un style marqué par le rire, la fantaisie et la bonne humeur ». Le personnage de Marigo, qui ressemble à celui de Badou Boy et à Mambety lui-même, est comique, bouffon, clown et burlesque. Il fait des mimiques, est risible, maladroit, trébuchant. « Il charrie la porte comme une croix pour récupérer son instrument ». Son montage « en syntagmes alternants » illustre les contrastes de Dakar, les détails de la rue opérant les raccords, associations et liaisons dans le récit. Les ruines du marché Kermel et les champs de détritus s'opposent à « la pureté et la régularité de l'océan ». Le fait de montrer les rêves de Marigo à l'écran inscrit le film dans le réalisme magique. Le film ne comprend que deux courts dialogues de Marigo avec le nain Langouste puis avec l'employée du PMU. Ces deux dialogues sont bénéfiques à Marigo : le nain est comme une incarnation de Kuus, génie de la chance, qui lui promet qu'il va gagner, et l'employée est particulièrement affable. L'association en « conjonctions de coordination » d'images hétéroclites où visions et réalité s'entremêlent révèle ce qu'il ne dit pas, introduisant du merveilleux et de l'étrangeté. « Le personnage sur l'écran est le double de Marigo », conformément à ce que dit Mambety : « Le double, c'est ce que l'on voit quand on a tout perdu ».
Pour Olivier Barlet, les éléments du puzzle défilant sur l’écran forgent un langage cinématographique qui est un artifice et jamais une fin en soi. « Ce corps à corps avec l’image s’apparente à une autodérision tragicomique dont la poésie touche au cœur et force à l’émotion ». Ce langage de rupture manie la parodie, art de superposition ou de contrepoint. La dérive de Marigo le conduit à la mer. Le rythme cyclique et répétitif, le burlesque du personnage, des images hyperboliques et une musique unifiant les plans font que Le Franc débouche davantage sur une unité que sur un vertige. Marigo communie avec la force qui anime l’univers. « Le propos n’est plus le rêve de richesse qu’il avait pu représenter durant le film mais la symbolique de la vie et de l’ordre du monde ».
Sada Niang voit dans Le Franc « une métaphore des conditions de vie et de travail des artistes du tiers monde, y compris des cinéastes ». Alessandra Speciale voit dans les plans sur la périphérie aride de Dakar envahie par les sachets plastiques « la manière de Mambety de faire de la politique » : des coups de pinceaux passionnés et des intuitions poétiques improvisées pour évoquer « la dégradation d'une société écrasée par la misère ».